# Rekonstruktion Utøya
Rekonstruktion Utøya är en svensk dokumentärfilm från 2018 av Carl Javér. Den handlar om fyra norska ungdomar som överlevde terrorattentaten på Utøya.Filmen producerades av Fredrik Lange.

## Handling
Filmen utspelar sig i Norge där fyra norska ungdomar (Rakel, Mohammed, Jenny och Torje) möts i en tom filmstudio i Nordnorge för att dela sin respektive erfarenheter om vad som hände den 22 juli 2011. De fyra ungdomarna träffar därefter 12 andra norska ungdomar som hjälper dem att återskapa smärtsamma minnen; detta är för att de är övertygade om att det är viktigt att värna det öppna, mångkulturella och demokratiska samhället.

## Om filmen
Filmen hade premiär den 19 oktober i Sverige och fick det högsta betygsindexet av alla svenska filmer under 2018. Filmen hade premiär samma dag i Norge och en månad senare i Danmark.
På Guldbaggegalan 2019 vann den två Guldbaggar i kategorierna Bästa Dokumentärfilm samt Bästa Regi.
Filmen hade internationell premiär på Berlin Film Festival 2019.